# Akihiko Hoshide
Akihiko Hoshide (星出 彰彦 Hoshide Akihiko?, nacido el 28 de diciembre 1968) es un ingeniero y astronauta japonés de la JAXA. El 30 de agosto de 2012, Hoshide se convirtió en el tercer astronauta japonés en caminar en el espacio.

## Datos personales
Nació en 1968 en Setagaya, Tokio, Japón, pero se crio en Nueva Jersey.

## Educación
Recibió un diploma de la Organización del Bachillerato Internacional del Colegio del Mundo Unido del Sudeste de Asia en 1987, es Licenciado en Ingeniería Mecánica de la Universidad de Keio en 1992, y una Maestría en Ciencias en Ingeniería Aeroespacial en la Universidad de Houston Colegio de Ingeniería Cullen en 1997.

## Carrera en NASDA/JAXA
Se incorporó a la Agencia Nacional de Desarrollo Espacial de Japón (NASDA) en 1992 y trabajó en el desarrollo del vehículo de lanzamiento H-II durante dos años. De 1994 a 1999, él fue un ingeniero de soporte técnico de astronautas de la Oficina de Astronautas NASDA, apoyo al desarrollo del programa de entrenamiento de astronautas y apoyó al astronauta Koichi Wakata durante el entrenamiento para la misión STS-72.
En febrero de 1999, Hoshide fue seleccionado por NASDA (ahora JAXA) como uno de los tres candidatos a astronauta japonés de la cuarta promoción, junto a Satoshi Furukawa y Naoko Sumino-Yamazaki para la Estación Espacial Internacional (ISS). Puso en marcha el programa del Entrenamiento Básico de Astronautas de la ISS en abril de 1999 y fue certificado como astronauta en enero de 2001. Desde abril de 2001, ha participado en la Formación Avanzada de la ISS, así como apoyar el desarrollo del hardware y el funcionamiento del módulo experimental japonés Kibō y el Vehículo de transferencia H-II (HTV).
En mayo de 2004, completó el entrenamiento de Ingeniero de Vuelo-1 para la Soyuz TMA en el Centro de Entrenamiento de Cosmonautas Gagarin en Star City, Rusia y luego fue trasladado al Centro Espacial Johnson.

### Experiencia como astronauta

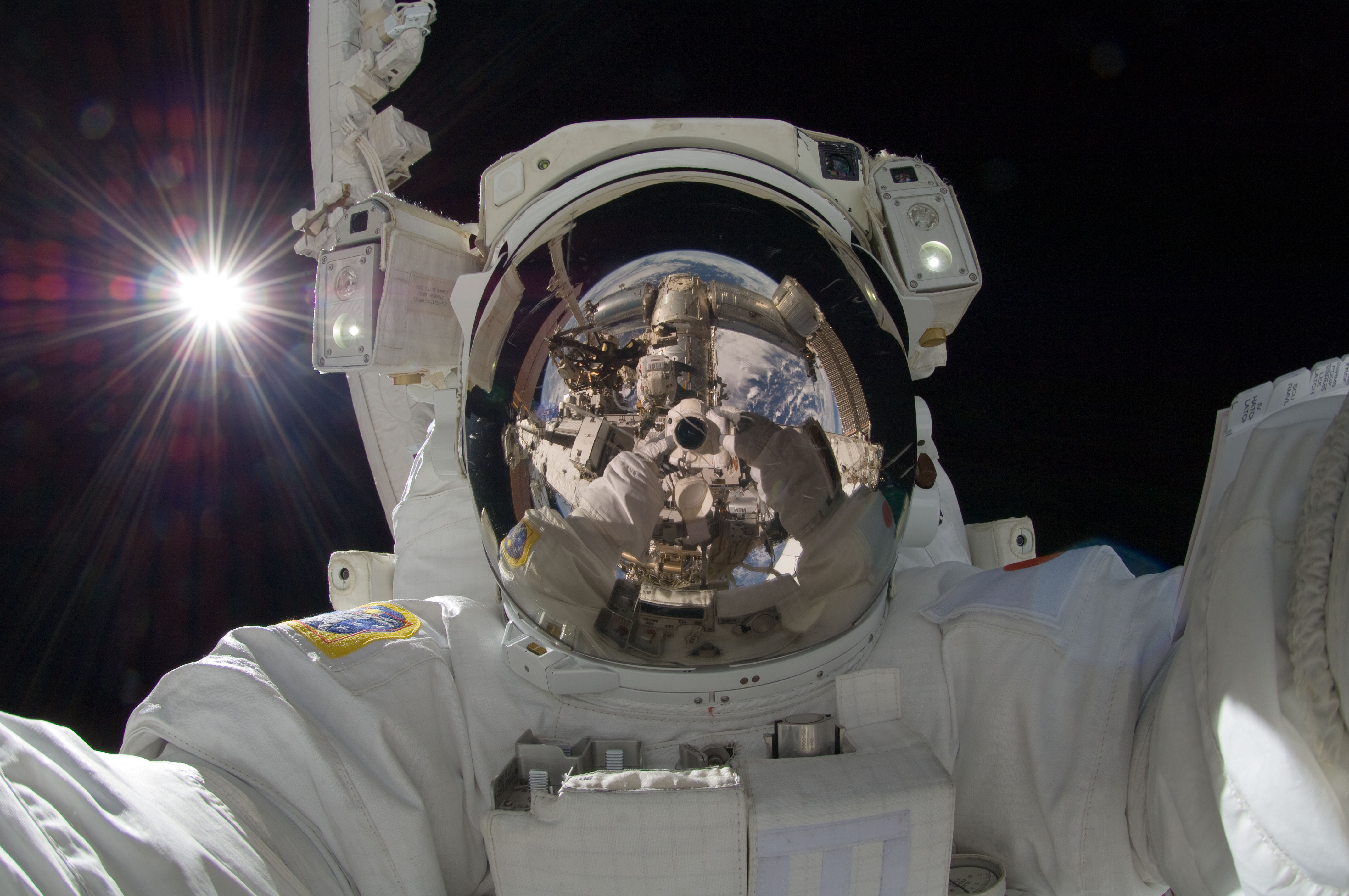
Hoshide tomándose un selfie de espacio durante la actividad extravehicular (EVA) el 5 de septiembre de 2012, con el Sol detrás de él.

Completó el Entrenamiento de candidatos a Astronauta de la NASA y fue asignado a la tripulación de la STS-124, el segundo de los tres vuelos que lanzaron componentes a la Estación Espacial Internacional para completar el laboratorio japonés Kibo en mayo de 2008.
Después de regresar con éxito a la Tierra después de la misión STS-124, Hoshide pasó un rato hablando con los estudiantes sobre su misión. Visitó escuelas como la Escuela St. Bridget Asunción y High School de Ciencia y Tecnología Thomas Jefferson.
Él viajó otra vez más a la Estación Espacial Internacional el 15 de julio de 2012 a bordo de la Soyuz TMA-05M. Durante su estancia, grabó con éxito la primera voz actuando en el rendimiento del espacio durante un cameo en el episodio 31 de la serie de anime de televisión, Hermanos del Espacio, que se emitió el 4 de noviembre de 2012.
Su selfie del espacio de 2012 se convirtió en la cima de muchas listas de selfie de 2013 incluyendo otro selfie de espacio que fue publicado en Instagram.
El 28 de julio de 2020 fue anunciado por JAXA como pasajero en la misión SpaceX Crew-2, en su tercer vuelo como parte de la Expedición 65/66.